# Ron Lemieux
Pour les articles homonymes, voir Lemieux.
Ron Lemieux, (né le 15 août 1950 à Dauphin dans la province du Manitoba), est un homme politique canadien et un ancien joueur professionnel de hockey sur glace.

## Biographie

### Sportif
Ron Lemieux fut d'abord un joueur professionnel de hockey sur glace. Il débuta la pratique de ce sport dans l'équipe locale des Kings de Dauphin membre de la Ligue de hockey junior du Manitoba, puis joua dans l'équipe des Gamblers de Green Bay à Green Bay dans l'État du Wisconsin aux États-Unis. En 1970, il est choisi lors du repêchage amateur de la Ligue nationale de hockey ; il est le 110e choix de la séance par les Penguins de Pittsburgh mais ne jouera dans la grande ligue. Il fut entraîneur des équipes féminines de Hockey de communautés franco-manitobaines de Lorette et de St Adolphe dans la communauté rurale de Ritchot.
En 1979 puis en 1985, il obtint plusieurs diplômes universitaires (Baccalauréat universitaire ès lettres) à l'université de Winnipeg.

### Homme politique
En 1999, il se présente aux élections législatives du Manitoba sous l'étiquette du Nouveau Parti démocratique du Manitoba et remporte le siège de député dans la circonscription électorale de La Vérendrye. Il sera réélu en 2003, puis en 2007.
Le 5 octobre 1999, Ron Lemieux fut nommé ministre de la Consommation des Affaires générales, responsable de la Loi sur la réglementation des jeux. Il a été relevé de cette dernière responsabilité le 4 juillet 2000. Lors d'un remaniement ministériel le 17 janvier 2001, il a été nommé ministre de la Culture, du Patrimoine et du Tourisme chargé du Sport. Le 25 septembre 2002, il est devenu ministre de l'Éducation et de la Jeunesse, puis le 4 novembre 2003, ministre des Transports et des Services gouvernementaux.
En 2011, il devint le premier député de la toute nouvelle circonscription de Chemin-Dawson, une circonscription électorale provinciale du Manitoba. La circonscription est créée en 2008 et a donc son premier député depuis l'élection générale de 2011.

### Défenseur de la Francophonie
Le ministre provincial des Administrations locales, Ron Lemieux, déposa devant l’Assemblée législative du Manitoba le projet de loi 31 pour assurer la pérennité des centres de services bilingues. Il s'agit de pérenniser les services en langue française offerts au Franco-manitobains en vue de leur amélioration et promouvoir une augmentation de ces services à la population dans les deux langues officielles du Canada. Ron Lemieux déclara :" Notre gouvernement a opté pour une approche progressive, rappelle le ministre. On préfère prendre des mesures pratiques et concrètes pour permettre à la communauté francophone de vivre en français autant que possible. Les centres de services bilingues sont l’une de ces mesures.".